# Poreče na gori
 Poreče na gori  (nemško Pörtschach am Berg) je vas ali kraj na Koroškem. Skozi kraj poteka meja med katastrskima občinama Galin(a) (nemško: Galling) in Kadin(a) (nemško: Kading), ki je tudi meja med političnima občinama Šentvid ob Glini okraja Šentvid ob Glini (nemško: Sankt Veit an der Glan) in občino Gospa Sveta (nemško: Maria Saal) ter okraja Celovec-dežela.  Zaradi tega je kraj razdeljen na dve vasi: vas Poreče na gori v občini Šentvid ob Glini ima 28 prebivalcev (popis 1. januar 2024), vas Poreče na gori v občini Gospa Sveta v okraju Celovec-dežela ima 50 prebivalcev  (popis 1. januar 2024). Kraj torej skupaj šteje 78 prebivalcev.

## Lega
Vas leži na osrednjem Koroškem v Glinskem gričevju, na vzhodnem pobočju  Šenturške gore (nemško: Ulrichsberga), jugozahodno od vasi Plešivec (nemško Tanzenberga) in severno od  Krnskega gradu. Skozi vas ali kraj poteka meja katastrske občine ob Poreškem potoku: severni del vasi, levo od potoka, leži na območju katastrske občine Galin, južni del s cerkvijo sv. Lambrehta, desno od potoka na območju katastrske občine Kadin.

## Zgodovina
Severni del kraja, ki spada pod davčno občino Galin, je v prvi polovici 19. stoletja spadal pod davčno okrožje Karlsberg. Ob oblikovanju krajevnih skupnosti v okviru reform po revoluciji v letih 1848/49 je Poreče na gori/Pörtschach am Berg prišlo v občino Gorce/Hörzendorf (ki se je sprva imenovala občina Karlsberg). Leta 1972 so te hiše bile priključene občini Šentvid ob Glini.

## Rast prebivalstva celotne vasi
V kraju je bilo prešteto naslednje število prebivalstva:
- 1869: 19 hiš, 123 preb. [6]
- 1880: 19 hiš, 120 preb. [7]
- 1910: 18 hiš, 111 preb. [8]
- 1961: 20 hiš, 90 prebivalcev [9]
- 2001: 30 stavb, 82 prebivalcev [10]
- 2011: 30 stavb, 76 prebivalcev [11]